# Lotus 101
A Lotus 101 egy Formula–1-es versenyautó, amelyet a Team Lotus tervezett az 1989-es Formula–1 világbajnokságra. Pilótái a háromszoros világbajnok Nelson Piquet és a japán Nakadzsima Szatoru voltak.

## Tervezése
Gérard Ducarouge távozása miatt a korábban a Williams csapatnál dolgozó Frank Dernie lett a technikai részleg vezetője 1988 végén. A tervezésben az oroszlánrészt Mike Coughlan vállalta. A 101-es modellt hetek alatt, kapkodva készült el, és a sietség miatt komoly megkötésekkel kellett szembenéznie a csapatnak.
Ducarogue távozásával ért véget az első turbókorszak is a Formula–1-ben, betiltották ugyanis az addig széles körben használt másfél literes turbómotorokat. A Lotusnak is új motorpartnert kellett találnia, és kézenfekvő választásnak tűnt a Judd motorja. Azonban a Judd elsődleges partnerei a Brabham és a March voltak, ami azt jelentette, hogy a Lotus nem a legújabb és legjobb motorokat kapta. Ezért aztán a csapatnak ki kellett találnia egy saját megoldást, amivel versenyképesek maradhattak és javíthattak a teljesítményen. A Tickford gyárral együttműködésben elkészítették a Judd motor speciális, öt hengerfej-szelepes változatát (ez volt a "Judd Tickford 5 Valve" változat). A motor lehetővé tette a kisebb és könnyebb kasztni tervezését is, ami miatt annyira szűkös lett a hely a pilóták számára is, hogy a kormánykereket tervező Momónak különleges kialakítást kellett megterveznie, hogy beférjen a pilóta keze a kasztniba a kormánykereket fogva.

## Versenyben
A várakozásokkal szemben az idény katasztrofálisan sikerült. A mindössze 610 lóerőre képes Judd motor mintegy 80 lóerővel maradt el az akkor legerősebb Honda V10-estől, ráadásul kiderült, hogy gumipartnerük, a Goodyear is úgy tervezte meg az abroncsokat, hogy azok kialakításánál a nehezebb és erősebb Ferrari- és Honda-motorokra voltak tekintettel. Ez a gumimelegítés szempontjából volt lényeges kérdés, ugyanis a Lotus 101-es nem tudta rendesen felmelegíteni azokat.
Az idény első felét jobbára kiesések tarkították, de Piquet képes volt a kanadai és a brit nagydíjon is elérni egy-egy negyedik helyet. Ezt követően azonban a Chapman család, amely még mindig tulajdonosa volt a csapatnak, meggyőzte Peter Warr-t és Fred Bushellt (akinek a DeLorean-botrány miatt jogi felelősségrevonásra kellett számítania), hogy távozzanak. A csapat új vezetője a Group Lotus-tól érkezett Tony Rudd volt, és ezzel egy időben a Tickforddal kötött megállapodást is felmondták.
Az optimista hangulatban jobb eredmények is születtek, ám a belga nagydíjon megesett a csapattal az a szégyen, ami 1958 óta még egyszer sem: egyik autójuk sem tudta kvalifikálni magát az időmérő edzésen a futamra. Az idényben Piquet még szerzett egy negyedik helyet Japánban, majd Nakadzsima még egyet Ausztráliában, ahol a borzalmas időjárási körülmények között a leggyorsabb kört is megfutotta.
A rémes szezonkezdethez képest (hét futam alatt csak egyszer szereztek pontot) a 15 pont, amit egész idényben szereztek, elfogadhatónak volt mondható. A csapat 1994-es összeomlásáig többé nem is szereztek egy idényben sem ennyi pontot.

## Eredmények
| Év   | Csapat           | Motor      | Gumik | Pilóták            | 1        | 2          | 3      | 4      | 5   | 6      | 7             | 8              | 9           | 10           | 11      | 12          | 13         | 14            | 15    | 16         | Pontok | Helyezés |
| ---- | ---------------- | ---------- | ----- | ------------------ | -------- | ---------- | ------ | ------ | --- | ------ | ------------- | -------------- | ----------- | ------------ | ------- | ----------- | ---------- | ------------- | ----- | ---------- | ------ | -------- |
| 1989 | Camel Team Lotus | Judd CV V8 | G     |                    | Brazília | San Marino | Monaco | Mexikó | USA | Kanada | Franciaország | Nagy-Britannia | Németország | Magyarország | Belgium | Olaszország | Portugália | Spanyolország | Japán | Ausztrália | 15     | 6.       |
| 1989 | Camel Team Lotus | Judd CV V8 | G     | Nelson Piquet      | KI       | KI         | KI     | 11     | KI  | 4      | 8             | 4              | 5           | 6            | NK      | KI          | KI         | 8             | 4     | KI         | 15     | 6.       |
| 1989 | Camel Team Lotus | Judd CV V8 | G     | Nakadzsima Szatoru | 8        | NR         | NK     | KI     | KI  | NK     | KI            | 8              | KI          | KI           | NK      | 10          | 7          | KI            | KI    | 4          | 15     | 6.       |